# Джордже Арсов
Джордже Арсов (на македонска литературна норма: Џорџе Арсов) е политик и бизнесмен от Северна Македония, кмет на столичната община Кисела вода.

## Биография
Арсов е роден в 1948 година в Струмица, тогава в Югославия. Завършва инженерство. След 1990 година започва свой бизнес с нефтени продукти. От 1998 година е кмет от ВМРО-ДПМНЕ на община Кисела вода.